# Малая Ханка
Малая Ханка (ранее также Ханка Малое; кит. трад. 小興凱湖, упр. 小兴凯湖, пиньинь Xiǎoxìngkǎi Hú, нанайск. Дабуку) — пресное озеро близ северного берега озера Ханка, от которого оно отделилось в результате особенности рельефа, наносной деятельности рек и течений. Акватория озера целиком расположена в Китае.
Длина Малой Ханки изменчива, в среднем около 37 км, ширина — 5‒13 км, берега низменны и болотисты, глубина незначительна (1‒2 м).
От озера Ханка его отделяет песчаная коса шириной от менее чем 100 м до 1 км. Предположительно, оба озера ранее были одним водоёмом, что доказывается нахождением на перешейке раковин моллюсков. Малая Ханка соединено протоками с озером Ханка, из которого вытекает река Сунгача, приток Уссури.